# Mark McMorris
Mark McMorris (* 9. prosince 1993, Regina, Saskatchewan, Kanada) je kanadský profesionální snowboardista, který jako první úspěšně dokončil backside triple cork 1440 a jako druhý muž v historii (po Shaun Whiteovi) vyhrál zlato na Winter X Games ve dvou kategoriích.

## Rodina
Jeho bratr je Craig McMorris, také profesionální snowboardista a za otce má Dona McMorrise, který je už od roku 1999 ministr zdravotnictví v kanadské provincii Saskatchewan.

## Kariéra

### Závody
Poprvé jel na snowboardu ve svých šesti letech a závodit začal už v roce 2007. Známějším se stal v roce 2010, kdy vyhrál druhé místo ve Winter Dew Tour  a čtvrté ve FIS World Cup. Mimo jiné vyhrál i Air & Style Innsbruck 2011 , kde porazil například Peetu Piiroinena, Seba Toutanta a Seppe Smitse.
Při historicky prvním světovém šampionátu ve snowboardingu (World Snowboarding Championship) v Oslu 2012 v semifinále zajel jednu jízdu opravdu velmi dobře díky které skončil na třetím místě a postoupil do finále. V tom ovšem neodjel čistě ani jednu ze třech jízd a skončil na devátém místě. (Eric Willet skončil kvůli neúčasti na místě desátém, za Markem.)

### Filmy
Mezi jeho známější snowboardingové filmy patří The Art of Flight a Standing Sideways.

## Sponzoři
Mezi jeho hlavní sponzory patří Burton, Oakley, DVS, a v jeho šestnácti letech i Red Bull.

## Volný čas
Ve svém volném čase jezdí na wakeboardu (často i závodně) a na skateboardu.

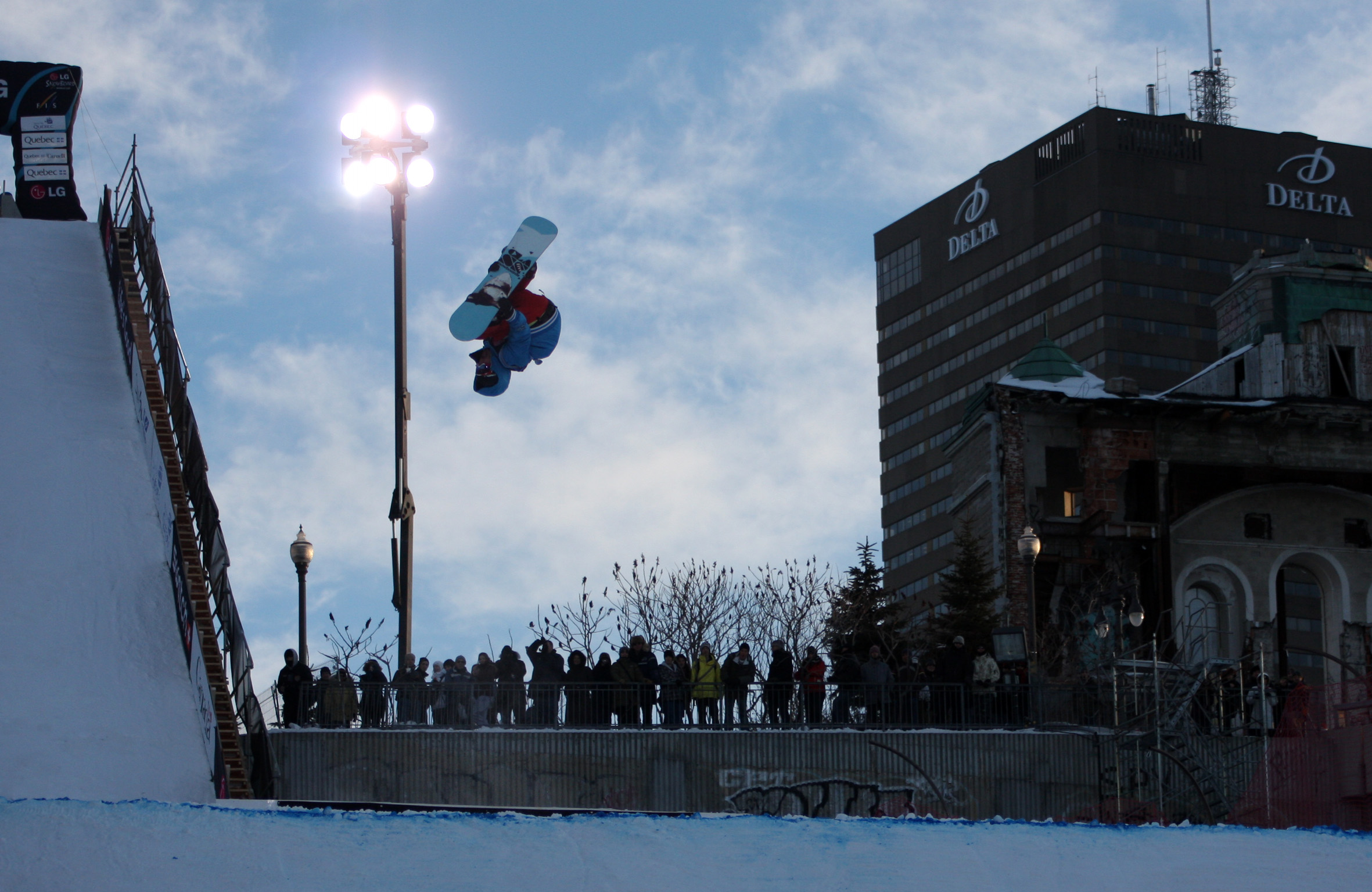
Mark McMorris na FIS World Cup

## Zajímavosti
- Pobýval v Praze při premiéře Burton filmu Standing Sideways.
- Má přezdívku McLovin.
- Na pravém předloktí má vytetováno "Live for the moment".